# センダン
センダン（栴檀、学名: Melia azedarach）は、センダン科センダン属に分類される落葉高木の1種。暖地の海岸近くに生える。別名としてアフチ（楝、旧仮名遣い：あふち、発音：オオチ）、オオチ、オウチ、アミノキなどがある。薬用植物の一つとしても知られ、果実はしもやけ、樹皮は虫下し、葉は虫除けにするなど、薬用に重宝された。リンネの『植物の種』(1753年) で記載された植物の一つでもある。
また、香木の栴檀はインドネシア原産のビャクダン（ビャクダン科）のことを指し、センダンのほうは特別な香りを持たない。

## 分布・生育地
順応性の高い種であり、原産地のヒマラヤ山麓のほか、中国・台湾・朝鮮半島南部および日本などの乾燥した熱帯から温帯域に分布する。日本では、本州（伊豆半島以西）、伊豆諸島、四国、九州、沖縄に分布する。
温暖な地域の、海岸近くや森林辺縁に多く自生する。庭木や公園、寺院、街路樹にも植えられていて、しばしば植えられたものが野生化もしている。

## 特徴
落葉高木で、樹高は5 - 20メートル (m) ほどで、成長が早い。枝は太い方で、四方に広がって伸び、傘状あるいは、エノキに雰囲気が似た丸い樹形の大木になる。成木の幹は目通り径で約25センチメートル (cm) ほどになる。若い樹皮は暗緑色で楕円形の白っぽい皮目が多くよく目立つが、太い幹は黒褐色で樹皮は縦に裂け、顕著な凹凸ができる。夏の日の午後は梢にクマゼミが多数止まり、樹液を吸う様子が見られる。
葉は、2回奇数羽状複葉で互生し、一枚の葉全体の長さは50 cm以上ある。小葉は3 - 6 cmの長さがあり、葉身は先が尖った卵状楕円形で革質で薄い。葉縁に浅い鋸歯があり、さらに大きく切れ込むことがある。
花期は初夏（5 - 6月頃）で、本年枝の葉腋から花序を出して、淡紫色の5弁の花を多数、円錐状につける。花序の長さは10 - 20 cm。花弁は長さ8 - 9ミリメートル (mm) で、表が白色、裏が薄紫色で、10個ある雄しべは濃紫色をしている。花は美しさが感じられ、アゲハチョウ類がよく訪れる。なお、南方熊楠が死の直前に「紫の花が見える」と言ったのはセンダンのことだったと言われている。
果期は秋（10月ごろ）。果実は長径17 mmほどの楕円形の核果で、晩秋（10 - 12月頃）に黄褐色に熟す。秋が深まり落葉しても、しばらくは梢に果実がぶら下がって残るため目立つ。果実は果肉が少なく核が1 cm前後と大きく、上から見ると星形をしている。果実はヒヨドリやカラスなどの鳥が食べに訪れ、種が運ばれて空き地や道端に野生化することもある。しかしサポニンを多く含むため、人や犬が食べると食中毒を起こし、摂取量が多いと死亡する。
冬芽は落葉後の葉腋に互生し、半球状で細かい毛で覆われている。葉痕は倒松形やT字形で、維管束痕は3個あり、白くて大きいのでよく目立つ。冬芽がついた枝先には、星状毛が残ることもある。
葉や木材には弱い芳香がある。背が高い上に、新芽・開花・実生・落葉と季節ごとの見かけの変化も大きく、森林内でも目立ちやすい。

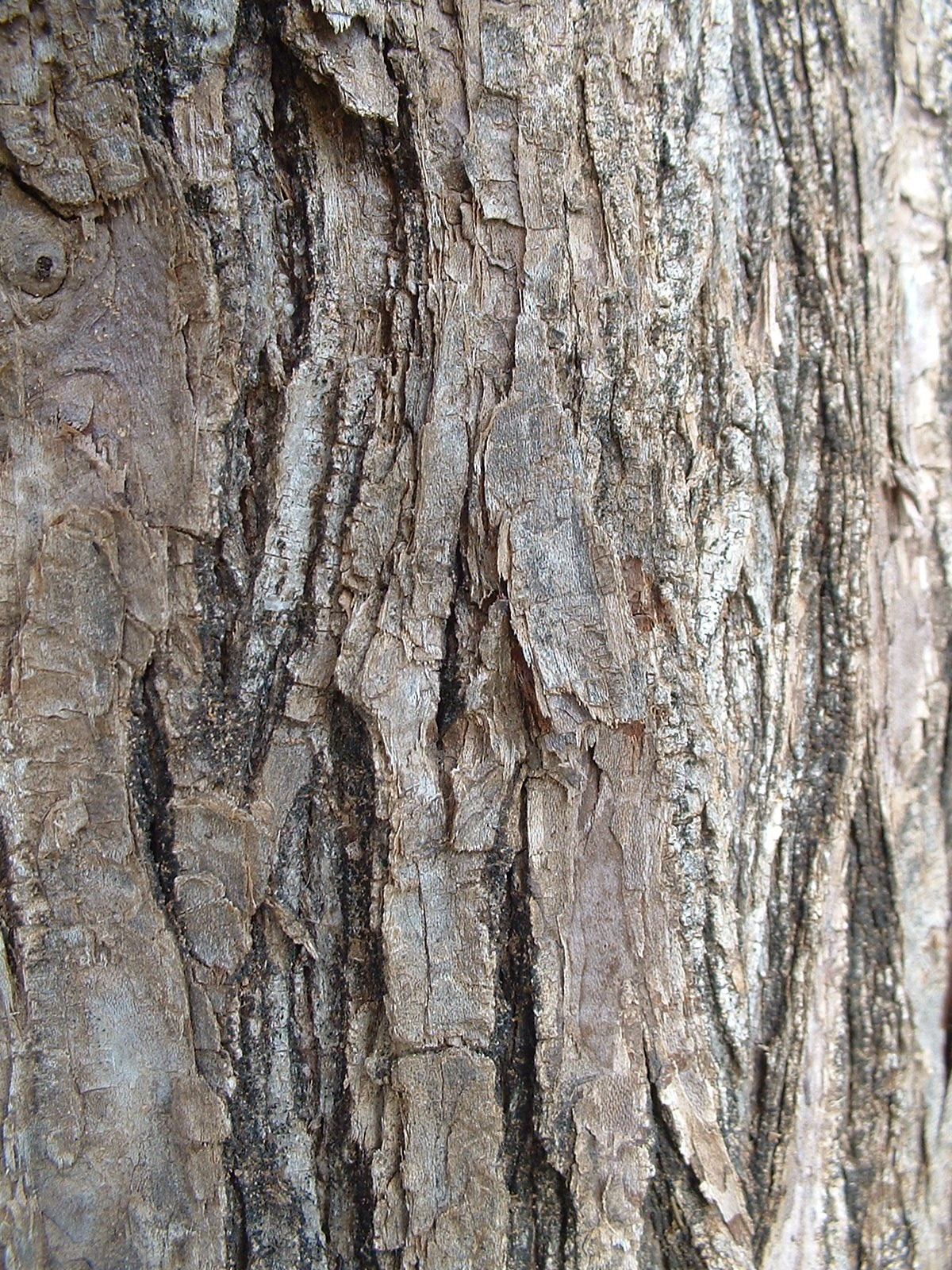
幹の樹皮
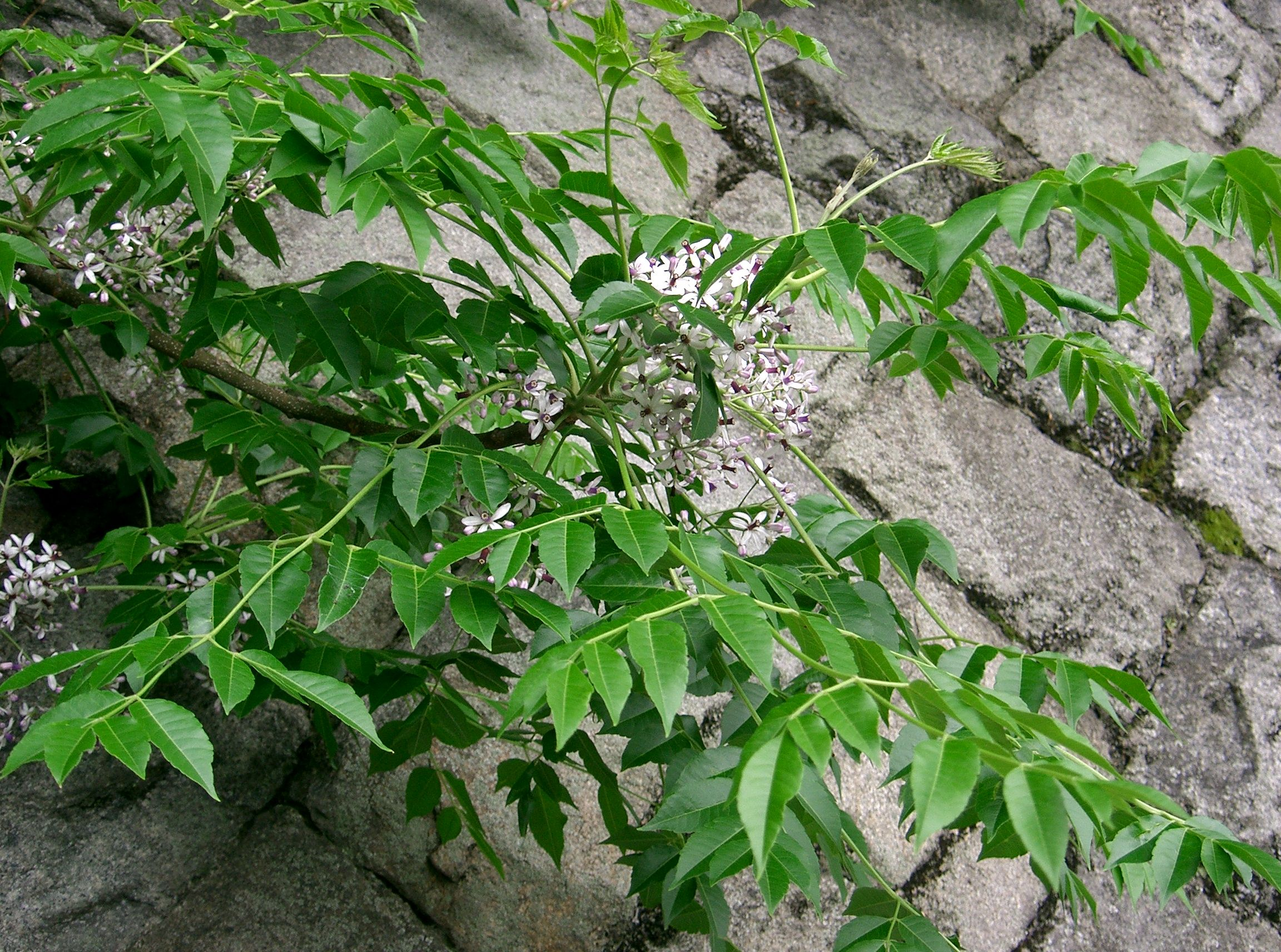
葉と花
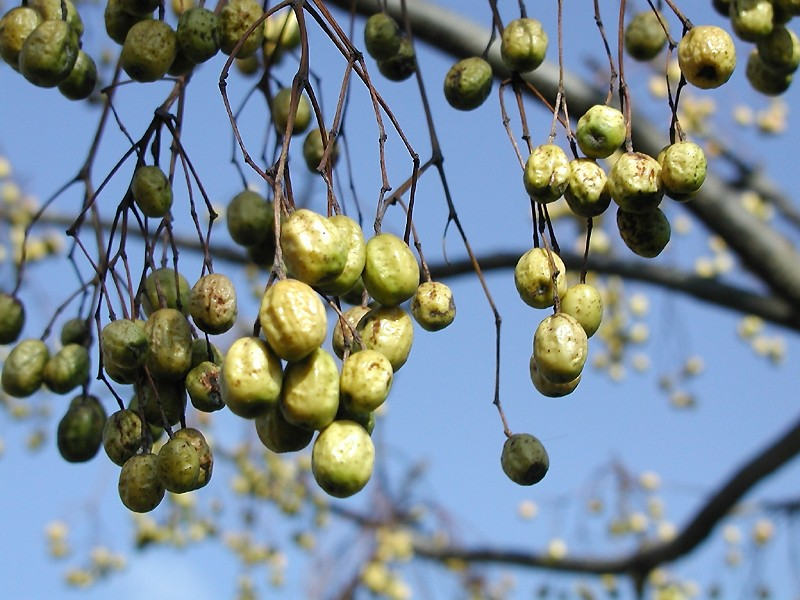
果実
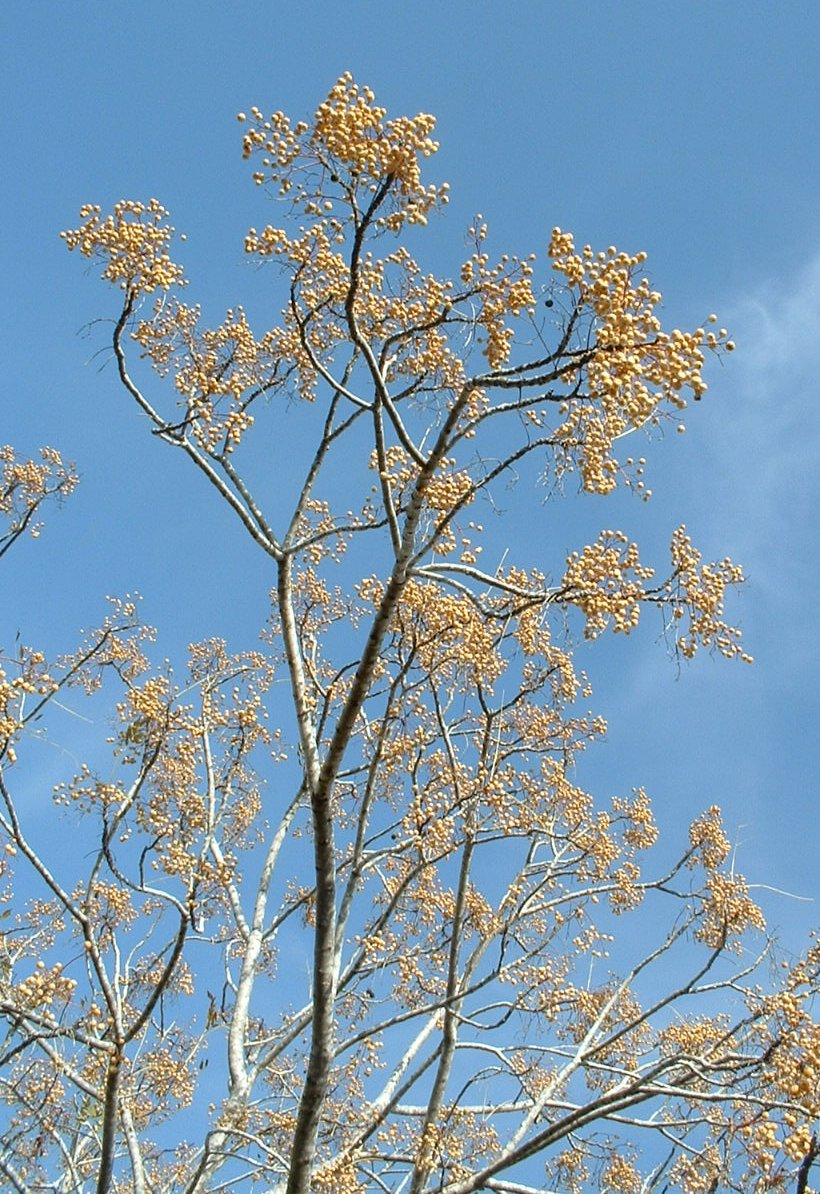
落葉してしまった梢に果実が残る
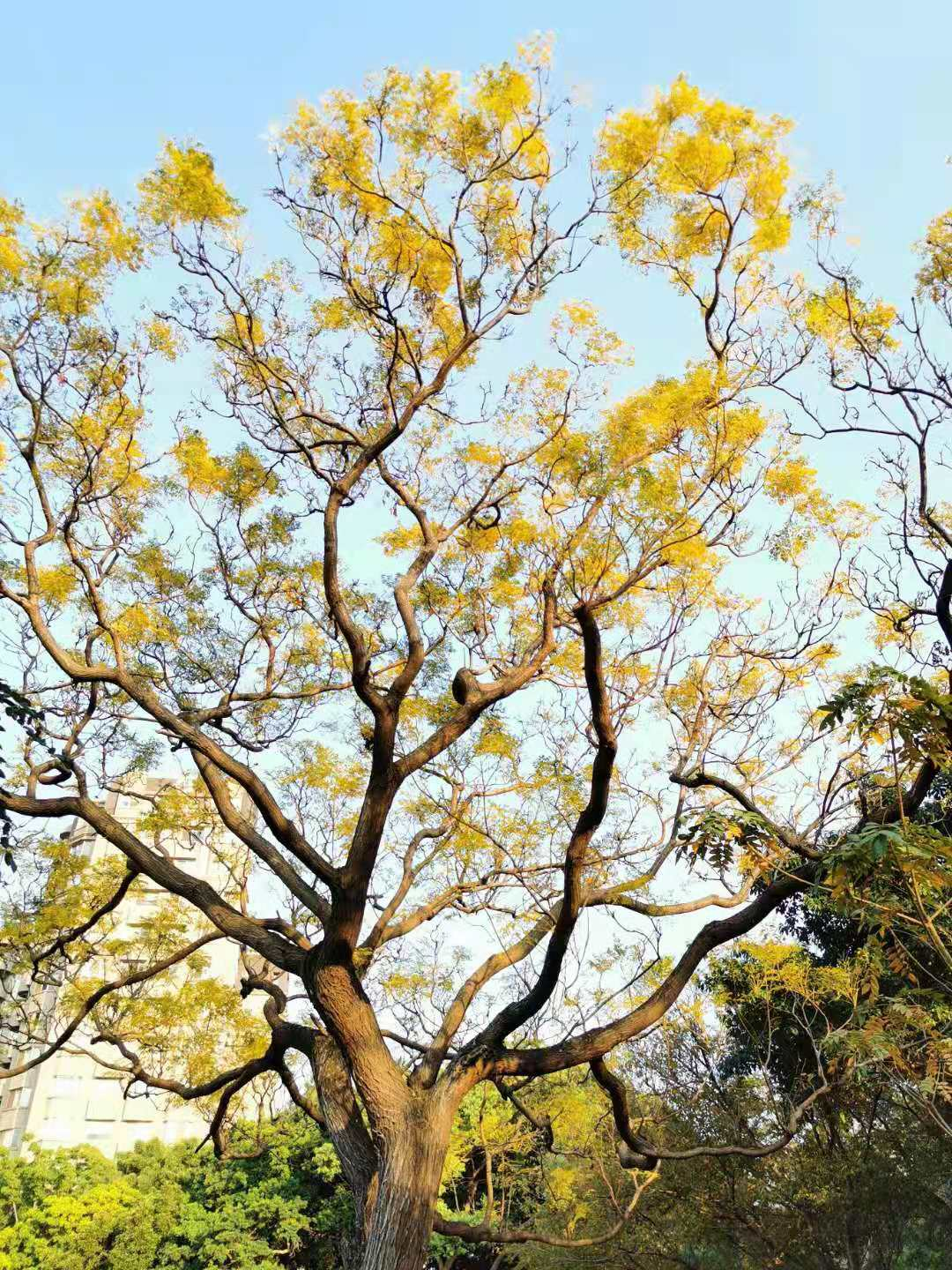
冬の葉

## 利用

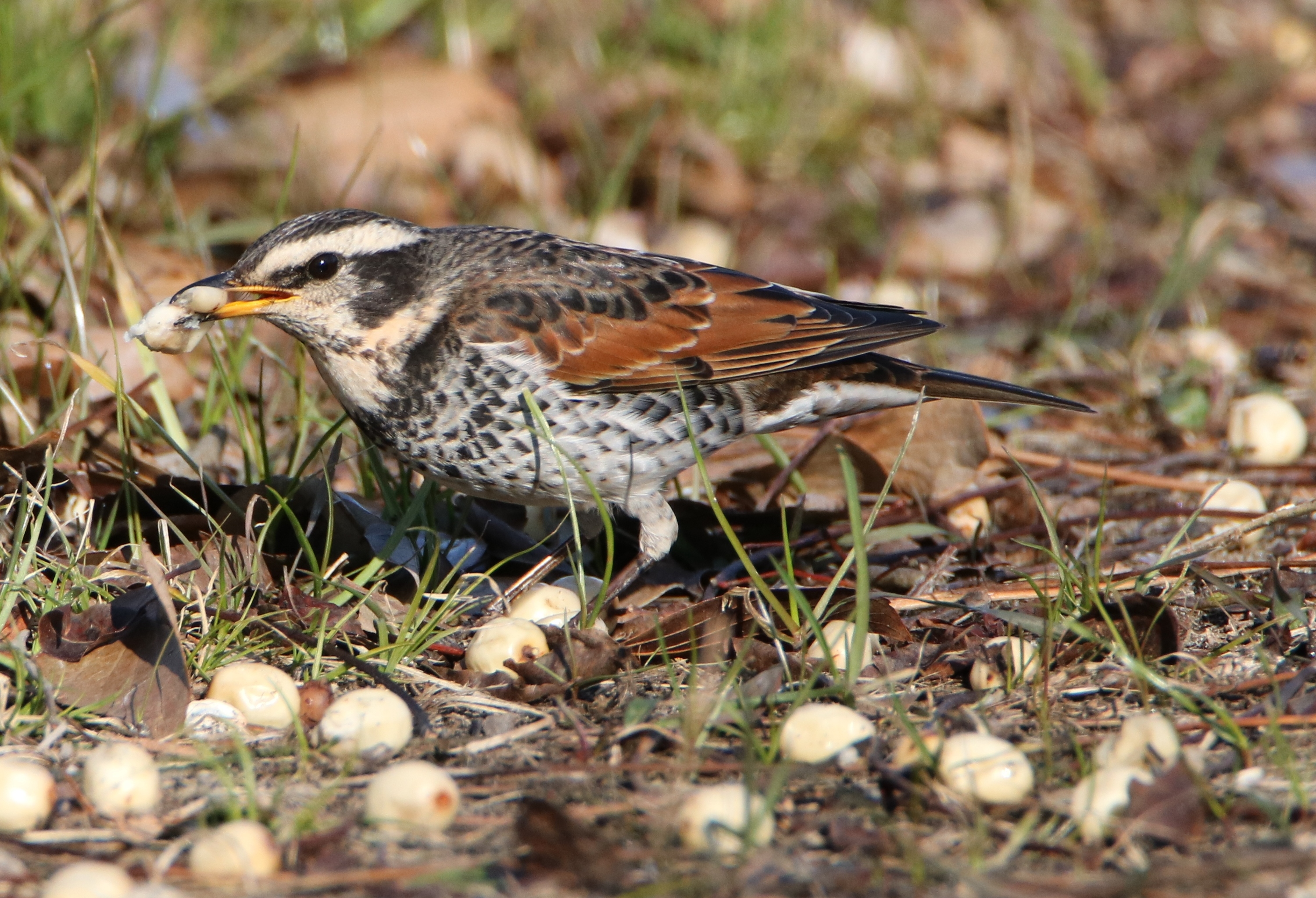
公園樹で落下した果実を採食するツグミ

樹木は、街路樹、庭木、公園樹に植えられている。枝は横に大きく被さるように出ることから、街路樹としての機能性に優れている。材は建築・器具用材、家具にもなり、下駄の材や、仏像彫刻に使われたこともある。ミンディ材と書かれているのはこのセンダンのこと。ケヤキの模擬材として使われることもある。また核（種子）は数珠の珠にする。
材を林業として利用する場合は、苗を植えて15 - 20年で木材に製材できる。このため日本の熊本県天草市では、中山間地域にある耕作放棄地の活用策として植林されている。   

### 薬効
果実は 生薬の苦楝子（くれんし）もしくは川楝子（せんれんし）と称して、ひび、あかぎれ、しもやけに外用し、整腸薬、鎮痛剤として煎じて内服した。樹皮は生薬の苦楝皮（くれんぴ）と称して、駆虫剤（虫下し）として煎液を内服した。樹皮には苦味成分があり、漁に使う魚毒にも使われた。葉は強い除虫効果を持つため、かつては農家において除虫に用いられていた。
沖縄県に自生するセンダンの抽出成分が、インフルエンザウイルスを不活化させることが報告された。根路銘国昭、山本雅は同成分ががん細胞のオートファジー(自食作用)を促進させ、死滅させることを発見した。70種類のがんでセンダンの抗がん作用を確認した。センダンの抗がん作用は、マウス実験、犬への投与で実証され、アメリカのガン研究学術雑誌「American Journal of Cancer Research」が生物資源研究所(名護市)などの論文を掲載した。

## 自治体指定の木
日本の以下の自治体の指定の木である。括弧表記はかつて存在していた自治体。
市
- 福山市 - 広島県
- 高知市 - 高知県
- （平良市） - 沖縄県、現在は合併して宮古島市

町
- 双葉町 - 福島県
- 大治町 - 愛知県
- 太地町 - 和歌山県
- 北谷町 - 沖縄県
- （野市町） - 高知県、現在は合併して香南市

村
- （上野村） - 沖縄県、現在は合併して宮古島市

## 文化
センダンの花言葉には、「意見の相違」がある。「栴檀は双葉より芳（かんば）し｣ということわざが存在するが、これはセンダンではなくビャクダン（白檀）を指す。

### 『百年目』
落語の演目『百年目』にセンダンが登場する。センダンとその下に生えていた南縁草（）の関係についての故事を紹介するくだりがある。

### 古典文学
日本最古の和歌集である『万葉集』に収録されている恋愛歌のなかにもセンダンが登場している。平安時代の歌人・清少納言が『枕草子』のなかで、センダンの花を「楝（あふち）の花いとをかし」と書いて称えている。楝（アフチ）とは、センダンの古名である。日本の伝統色にセンダンの花を由来とする薄い青紫色の楝色があり襲の色目にも用いられている。
平安時代後期の『平家物語』では、壇ノ浦の戦いで捕えられて斬られた平宗盛・平清宗の父子が京都三条河原で生首をかけられた木として登場。もともと京都の左獄と右獄の門外にはオウチ（センダン）の木が植えられ、ここに首を架けられていたという。このころから江戸時代頃まで、獄門になった罪人の首を架ける木として忌み嫌われた。
一方でインドや中国などでは邪気を払う力があると信じられ、獄門台として使用されたのはその霊力を利用して処刑された人のたたりを免れるためであったという説もあり、必ずしも縁起の悪いイメージだけを持たれていたわけではなく、前述のように美しい花を歌に詠まれる時代もあった。

### 唱歌にも
よく歌われる唱歌『夏は来ぬ』（佐佐木信綱作詞、小山作之助作曲）の５番歌詞にも、「楝（おうち）ちる　川べの宿の」として出てくる。